# Michel Noury
 (décembre 2012).
Si vous disposez d'ouvrages ou d'articles de référence ou si vous connaissez des sites web de qualité traitant du thème abordé ici, merci de compléter l'article en donnant les références utiles à sa vérifiabilité et en les liant à la section « Notes et références ».
Pour les articles homonymes, voir Noury.
Michel Noury (né le 21 juin 1912 à Nantes et mort à Vannes le 5 novembre 1986), est un peintre français, ardent militant du combat pour la réunification de la Bretagne.

## Biographie
Michel Marie Gonzague Noury naît au « Moulin de Procé » à Nantes, fils du banquier Édouard Noury et de Louise Pichelin (fille du bâtonnier Pierre Pichelin et petite-fille de Charles Auguste Jégou d'Herbeline). Sixième enfant d’une famille de vieille souche nantaise qui habite à la pointe de l’île Feydeau. Son enfance est bercée par la vie du port, de cette ville qui est encore, à l’époque, la « Venise de l’Ouest ».
Après des études à l’externat des Enfants nantais, où il est l’élève de l’abbé Pierre Bouchaud, il rentre à l’École régionale des beaux-arts de Nantes, où il devient l’élève de Paul Deltombe, fondateur du Salon d’Automne. Il se lie d’amitié avec ses condisciples Paul Durivault, Jacques Philippe, Henry Leray et Laure Martin.
Secrétaire des Amis du musée des beaux-arts de Nantes, Michel Noury contribua à faire connaître de nombreux artistes.
En 1936, la présidence du musée des Beaux-arts de Nantes fut confiée à Julien Lanoë. Sous son impulsion et jusqu'en 1970, le musée accueillit une vingtaine d'expositions qui avaient principalement pour but de montrer l'art vivant au public nantais. Mais pour ménager la sensibilité de celui-ci, on fit jouer la corde patriotique en lui faisant découvrir les artistes originaires de la ville qui jouissaient d'une certaine notoriété hors de leur cité natale : Maxime Maufra, Pierre Roy, Jean Gorin, Camille Bryen. Sans négliger toutefois de signaler à l'attention des nantais les créateurs demeurant parmi eux : Paul Deltombe, Michel Noury, Henry Leray, Jean Chabot, etc.
En 1970, neuf artistes nantais aux personnalités différentes, figuratifs ou abstraits, se retrouvaient pour signaler par des expositions communes, l'existence à Nantes d'une création libre et inventive : le groupe Archipel était formé de Jean Billecocq, Louis Ferrand, Jorj Morin, Dominique Chantreau, Maurice Cadou Rocher, Henry Leray, Laure Martin, Arnault Saint Loubert-Bié et Michel Noury, mais ce dernier quitta le Groupe en 1974, car il ne le trouvait pas assez breton. 
Gaston Chaissac exposa pour la première fois à Nantes en 1948 au Musée des Beaux-Arts, et ce fut à cette occasion qu’il fit la connaissance de Marie-Jo Marot qui venait d’ouvrir à Nantes la galerie Michel Columb. Les Amis du Musée accueillirent avec bienveillance le travail de Gaston Chaissac et c’est sous l’impulsion de Michel Noury que l’Association des Amis du Musée lui acheta des œuvres dès 1954. Ils organisèrent, au musée des Beaux-Arts en 1961, la première exposition importante de Gaston Chaissac – aux côtés d'Édouard Pignon – et firent à cette occasion l’acquisition de La Cène.
Michel Noury fondera avec des amis le « Groupe Régional Indépendant », première affirmation selon lui d'un « art régional authentique ». Avec d'autres amis, il mènera le combat pour la reconnaissance de « Nantes, ville bretonne ». Cette cause explique qu'il ne voudra jamais, malgré les sollicitations, quitter sa ville natale.
Avec son ami J. Lamarre, il découvre le graveur nantais Emmanuel Phelippes-Beaulieux et fait don, au musée de Nantes, de l’œuvre complet de cet artiste méconnu.

## Engagement pour la Bretagne
Le combat de Michel Noury pour « Nantes Ville bretonne » a démarré avec le mouvement de protestation contre le découpage des régions opéré par Vichy en 1941, un découpage qui ne respecte pas la Bretagne.
C’est Michel Noury qui a été à l’origine de cette protestation : dès 1941, lui et ses amis allaient déposer une gerbe devant la statue de la duchesse Anne pour protester contre le décret du 30 juin. Cette initiative de Michel Noury est à l’origine de la création du B 5 (Bretagne à cinq départements). En 1976, une manifestation a rassemblé 10 000 personnes à Nantes sur la question de la réunification et en 1981 est né le « Comité pour l’unité administrative de la Bretagne » (CUAB), dont le premier président a été Patrick Mareschal, ancien président du conseil général de la Loire-Atlantique. 
Mais sa « prise de conscience bretonne » est bien antérieure, puisque dès 1933, il étudie la langue bretonne, participe aux grands rassemblements du parti national breton et devient un bretonnant ardent.
En 1960, avec Joseph Stany-Gauthier, conservateur du château des ducs de Bretagne, et de nombreux autres Nantais, il organise une manifestation devant la statue d'Anne de Bretagne, au bout du cours Saint-Pierre, pour rappeler solennellement l'appartenance de Nantes depuis toujours à la Bretagne. En 1969, avec Maître Fournis, conseiller général de Guémené-Penfao, et l'amiral Douguet, il crée le Comité « Nantes en Bretagne » dont il devient le secrétaire infatigable ; il multiplie lettres, démarches et interventions pour soutenir cette cause. Michel Noury reste un exemple pour beaucoup de militants bretons : il a été le petit grain de sable dans la puissante machine à broyer le Pays Nantais.
Breton engagé et militant, Michel Noury ne tombe jamais dans le cliché de cartes postales. Si l'on aperçoit un drapeau breton ou un motif celtique dans certaines de ses toiles, cela reste rare. Il peint la Bretagne dans laquelle il vit : le port de Nantes avec ses marins, les ivrognes, les prostituées, le tramway, les agents de police, les marchands de sardines au coin des rues, le carnaval de Nantes où se mélangent ouvriers et bourgeois…

## Le Rêveur Éveillé
« Le Rêveur éveillé », c'est ainsi que l'appelaient ses amis, et il est vrai que pour Michel Noury, le rêve fut le compagnon quotidien et la source de son œuvre. À la suite d'une maladie contractée dans son enfance, il était en effet sujet à des crises irrésistibles de sommeil qui pouvaient le plonger à n’importe quelle heure dans un état inattendu d’endormissement. Mais qu'on ne s'y méprenne pas, il n'était pas un Naïf et toute sa vie il récusera ce qualificatif que certains voulaient lui appliquer.
Car le rêveur demeure éveillé : il ne nie pas la réalité comme en témoigne son attachement à la figuration ; il s'efforce de la « vivre autrement », et pour cela, il y a d'abord la couleur. Michel Noury fut en premier un peintre de la couleur dont il usera jusqu'aux extrêmes.